# 新宙邦

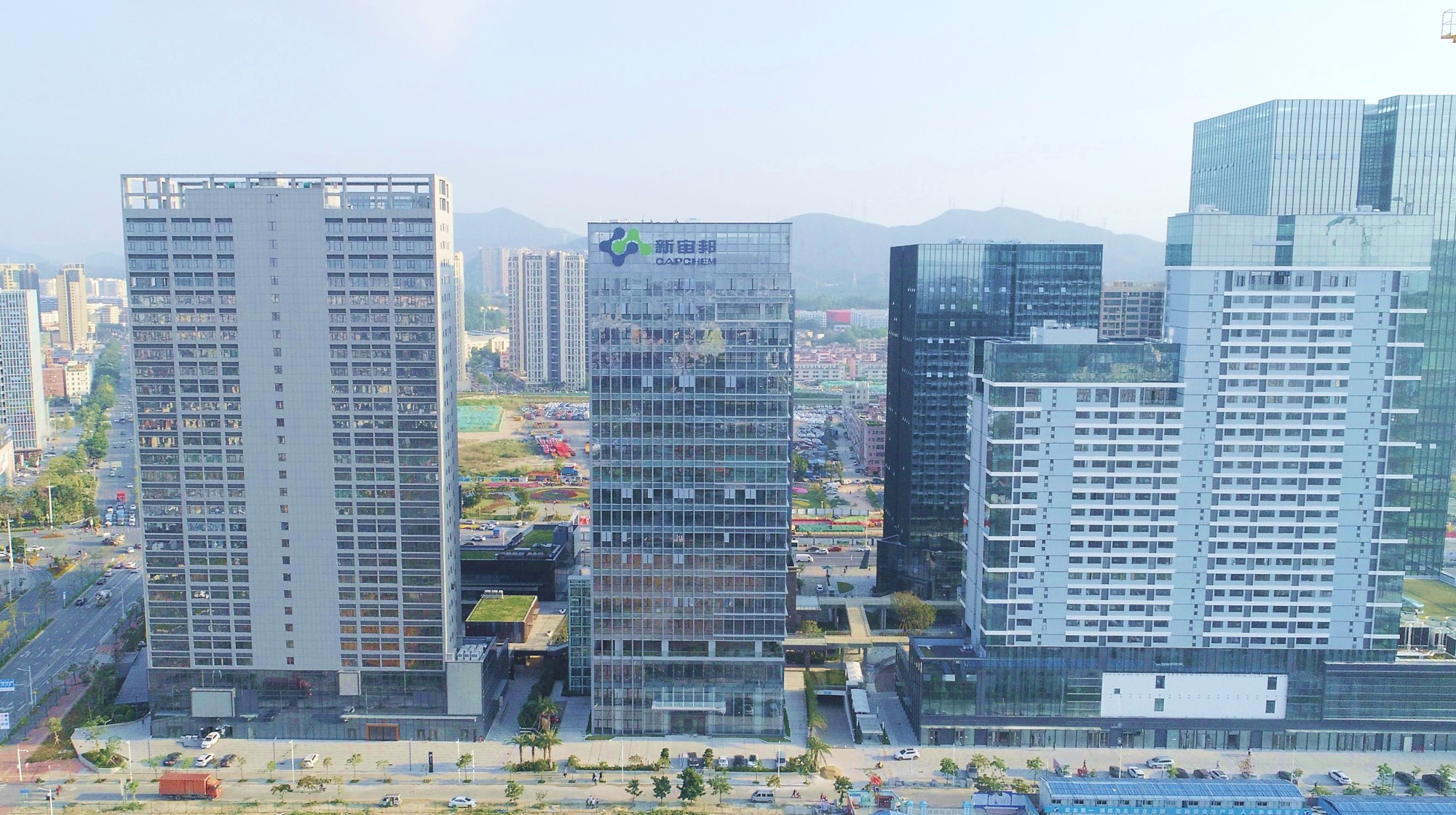
新宙邦科技大厦（深圳坪山）

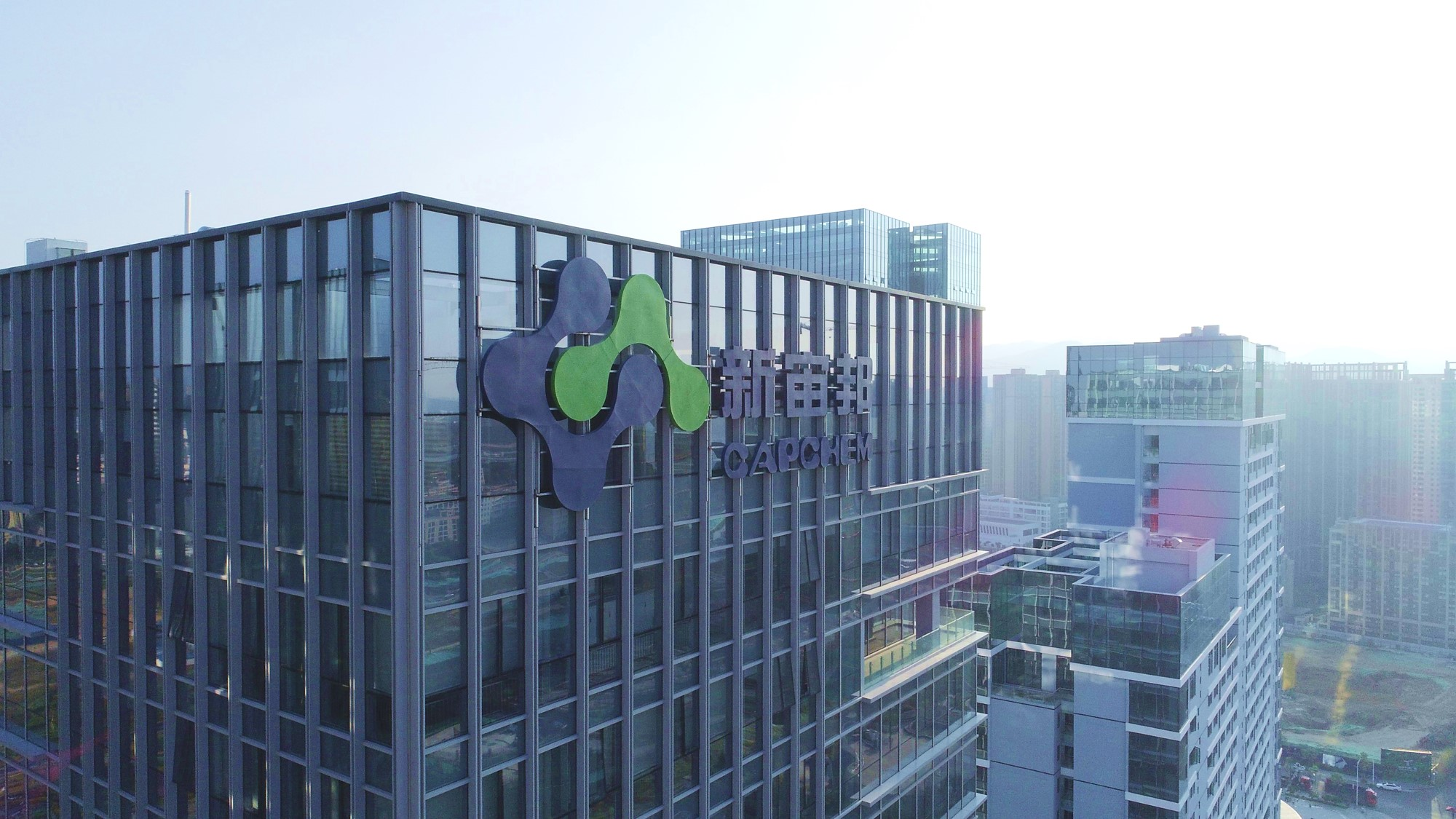
新宙邦科技大厦（深圳坪山）

深圳新宙邦科技股份有限公司，簡稱深圳新宙邦科技股份、深圳新宙邦科技、深圳新宙邦、新宙邦科技，以及新宙邦（英語：Shenzhen Capchem Technology Co.,Ltd.，深交所：300037），於2002年由覃九三（董事長）創立前身為「深圳市新宙邦電子材料科技有限公司」。

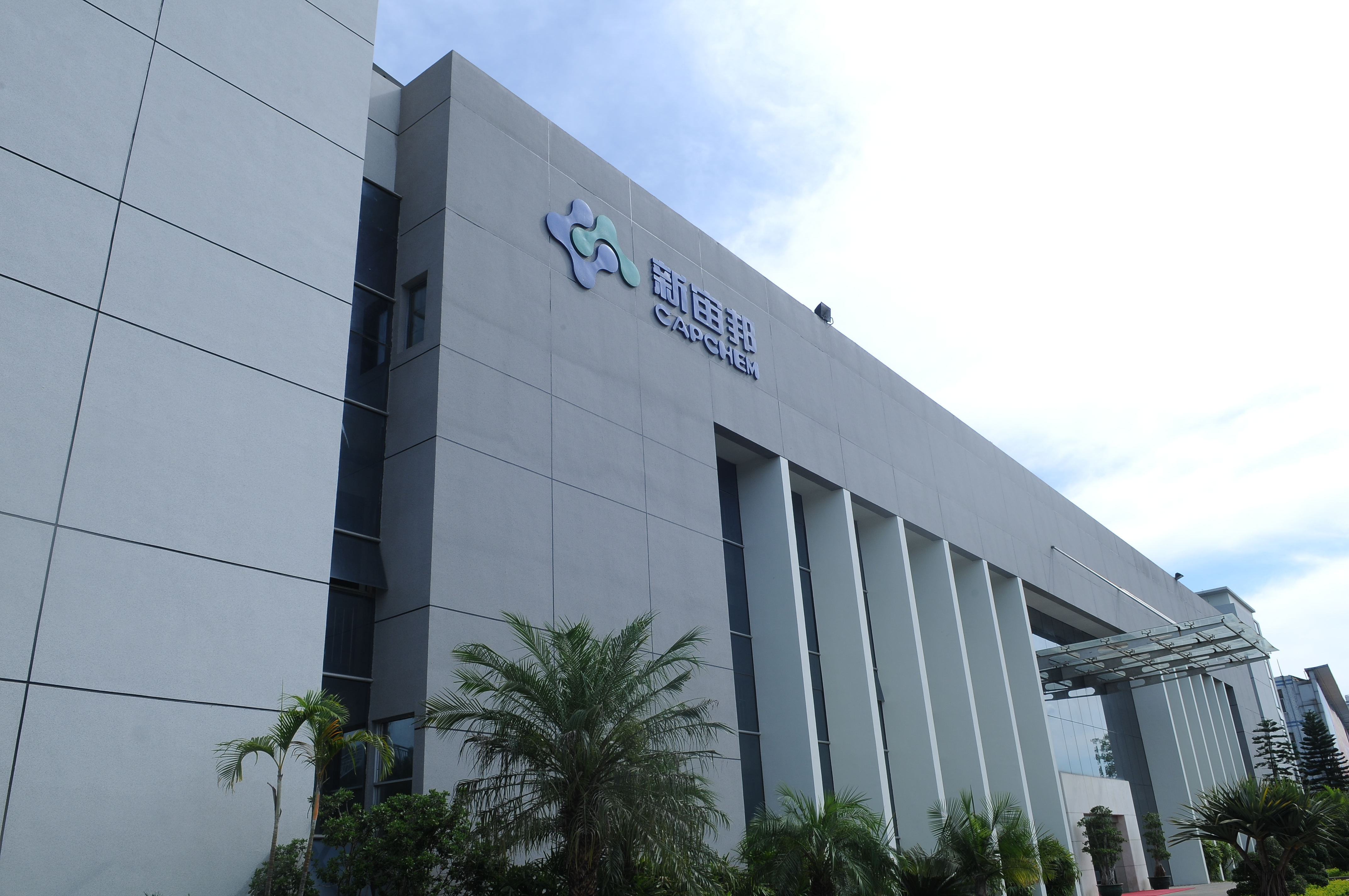
新宙邦中央研究院（深圳坪山）

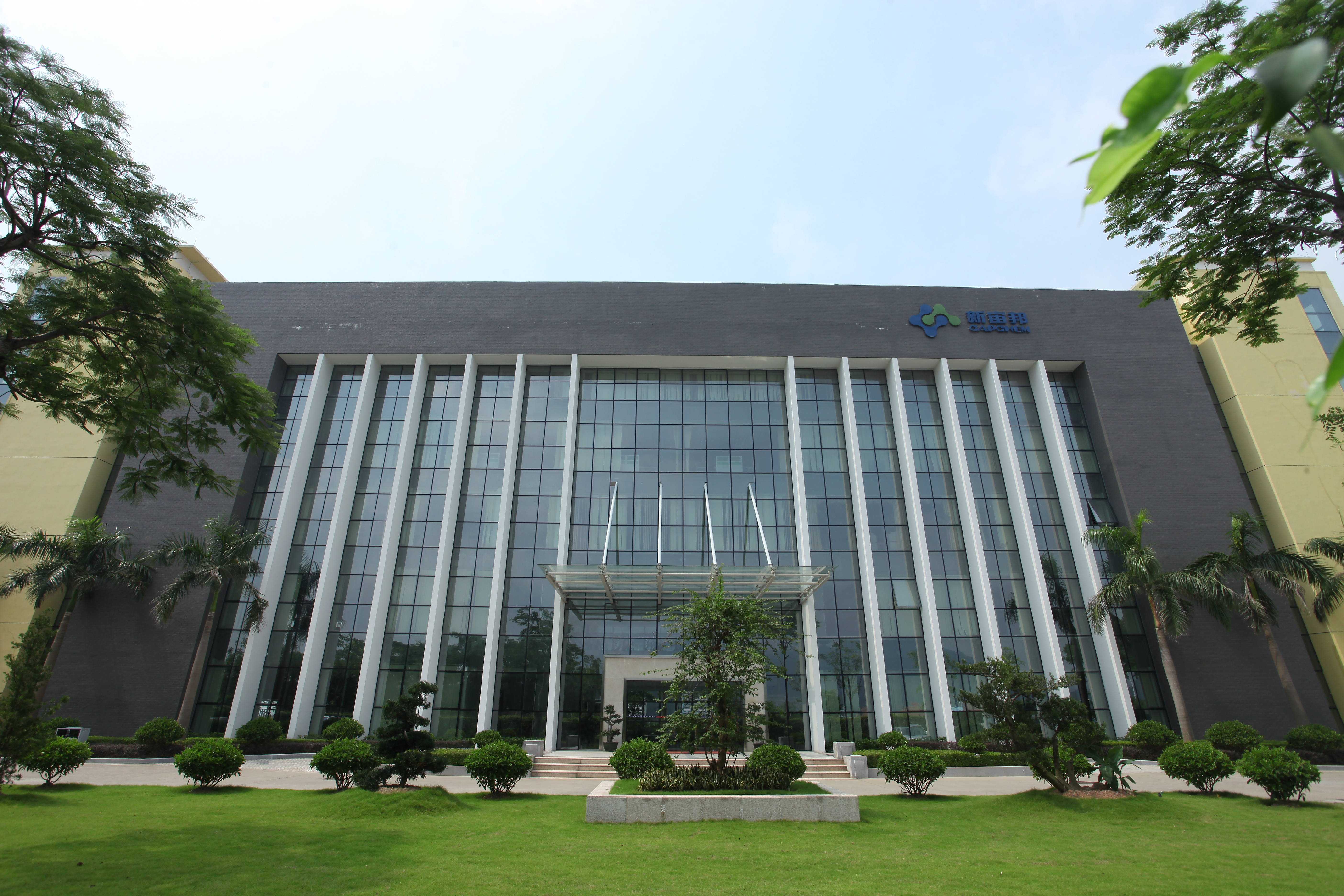
新宙邦（惠州公司）

現時業務在全球經營研發、生產及銷售電子化學產品。招股價為28.99元人民幣，發行新股為2,700万股，集資額為7.8億元人民幣。而股份則在2010年1月8日於深圳證券交易所創業板上市。
新宙邦的主要产品包括电容器化学品，锂电池化学品，有机氟化学品，半导体化学品等。公司先后通过了ISO9001质量管理体系，IATF16949质量管理体系，ISO14001环境管理体系以及OHSAS18001职业健康安全管理体系等体系认证。

## 連結
- Capchem.com （页面存档备份，存于）